# بلدية فرناندوبولس
بلدية فرناندوبولس (بالإنجليزية: Fernandópolis)‏ هي مدينة، وبلديات البرازيل تتبع ساو باولو . بلغ عدد سكانها 61647  نسمة في 1 أغسطس 2000 . تبلغ مساحتها 550.0 كيلومتر مربع .

## الموقع
تشترك في الحدود مع:
- Macedônia [الإنجليزية]‏
- Guarani d'Oeste [الإنجليزية]‏
- Meridiano, São Paulo [الإنجليزية]‏
- Estrela d'Oeste [الإنجليزية]‏.

## أعلام
- ويليغتون روبسون بينا دي أوليفيرا